# Roger Mirmont

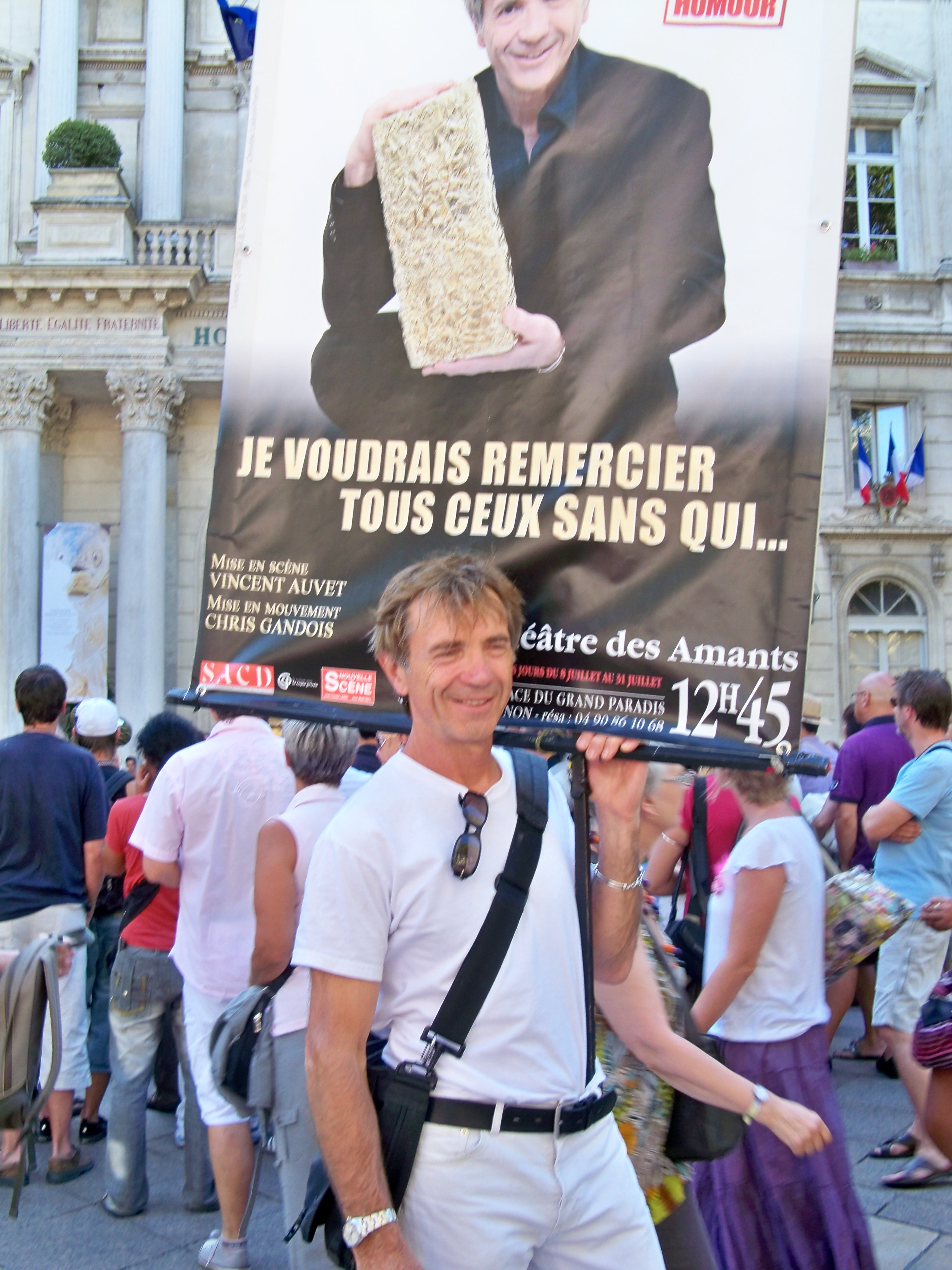
Roger Mirmont am Festival von Avignon

Roger Mirmont (* 3. Juli 1946 in Bordeaux; eigentlich Roger Miremont) ist ein französischer Schauspieler.
Bekannt wurde er durch die Titelrolle des Molière in Marcel Camus’ TV-Mehrteiler Molière pour rire et pour pleurer (1973). Es folgte die Hauptrolle des Roger in La Virée superbe (1974) sowie Nebenrollen neben Claude Brasseur in Schinken mit Ei (1975) und neben Annie Girardot in Jedem seine Hölle (1977) und neben Marlène Jobert in Polizeikrieg (1978). Als Roger Mirmont 1977 neben Brigitte Fossey und Patti D’Arbanville in David Newmans La fille d'Amérique spielte, verliebte er sich in D'Arbanville und heiratete sie. 
1984 gab Claude Chabrol ihm die Rolle des Marcel an der Seite von Jodie Foster in Das Blut der Anderen. Weitere Erfolge in den 1980er Jahren waren der Lieutenant Joalland im Kriegsfilm Der Kampf der schwarzen Königin und der Richard in Tony Gatlifs Rue du Départ.
1990 wurde er für den Molière als bester Nebendarsteller im Theaterstück La Célestine nominiert.
In den 1990er Jahren war er vor allem im Fernsehen präsent, so als Ehemann von Claude Jade in der Rache-Komödie Le bonheur des autres (1991), mit Marie-Christine Barrault und Catherine Jacob in Les Maîtresses de mon mari (1995), erneut neben Jacob in Qui mange qui? (1998) sowie Rollen in Serien (1999–2000 in Cap des Pins). 2002 spielte Roger Mirmont den ausgenutzten Bankier Delacroix in Jean-Claude Brisseaus Groteske Heimliche Spiele, 2005 den Roger neben Daniel Auteuil in Peindre ou faire l'amour.

## Filmografie (Auswahl)
- 1976: Schinken mit Ei (Attention les yeux!)
- 1977: Jedem seine Hölle (À chacun son enfer)
- 1978: Samstags immer, sonntags nie (Les petits câlins)
- 1979: Der Polizeikrieg (La guerre des polices)
- 1979: Die Schlafmütze (Bête, mais discipliné)
- 1981: Alles im Griff (Fais gaffe à la gaffe)
- 1984: Das Blut der Anderen (Le sang des autres)
- 1986: Der Kampf der schwarzen Königin (Sarraounia)
- 1986: Ein Tag in Paris (Suivez mon regard)
- 1989 Der Krieg ist aus (Après la guerre)
- 1991: Jim Bergerac ermittelt (Bergerac; Fernsehserie, 1 Folge)
- 1993: Julie Lescaut (Fernsehserie, 1 Folge)
- 1994: Staatsauftrag: Mord (Les patriotes)
- 2000: Une femme d’honneur (Fernsehserie, 1 Folge)
- 2002: Heimliche Spiele (Choses secrètes)
- 2003: Nestor Burmas Abenteuer in Paris (Nestor Burma; Fernsehserie, 1 Folge)
- 2005: Malen oder Lieben (Peindre ou faire l‘amour)
- 2015: Profiling Paris (Profilage, Fernsehserie, 1 Folge)